# جون موراي (كاتب أسترالي)
جون موراي (بالإنجليزية: John Murray)‏ هو عالم وبائيات ‏ وكاتب أسترالي، ولد في 1963.